# Sinsy
Sinsy（日语：しぃんしぃ，全名為Singing Voice Synthesis System）是一個線上隱馬爾可夫模型（HMM）语音合成系統，由名古屋工業大學遵照BSD许可证製作。

## 特徵
所有人都能免費使用這個語音合成系統，但最多只能生成五分鐘的歌聲。用家需上傳MusicXML格式的檔案，Sinsy網站會讀取其中的資料並製成歌聲，然後以WAV格式輸出。在輸出前能先調教性別參數、顫音強度及變調等參數。
截至2014年12月25日，Sinsy的官方工作人員為德田惠一（製作及設計）、大浦圭一郎（設計及發展）、中村和寬（發展及主要維修）、南角吉彥。
現時支援日文及英文和中文。

## 聲庫
| 引擎 | 歌手                         | 语言 | 代号           |
| ---- | ---------------------------- | ---- | -------------- |
| HMM  | 謠子（，Yoko）               | 日语 | f00001j        |
| HMM  | 香鈴（Xiang-Ling）           | 日语 | f00002j        |
| HMM  | 香鈴（Xiang-Ling）           | 英语 | f00002e        |
| HMM  | 香鈴（Xiang-Ling）           | 汉语 | f00002m        |
| HMM  | 波音律Ｓ（，Namine Ritsu S） | 日语 | f00004j_beta   |
| HMM  | 松尾P（，Matsuo-P）          | 英语 | f00003e_beta   |
| HMM  | 不適用                       | 日语 | f00005j        |
| HMM  | 不適用                       | 日语 | m010583j       |
| DNN  | 謠子（，Yoko）               | 日语 | f001j_dnn_beta |

## 外部連結
- （日語）（英文）Sinsy官方網站（页面存档备份，存于）
- （英文）Sinsy SourceForge網站（页面存档备份，存于）